# 拉巴尔姆德锡兰日
拉巴尔姆德锡兰日（法語：La Balme-de-Sillingy，法語發音：[la balm də silɛ̃ʒi]，意为“锡兰日的拉巴尔姆”）是法国上萨瓦省的一个市镇，位于该省中西部，属于阿讷西区。

## 地理
拉巴尔姆德锡兰日（45°57'40"N, 6°2'31"E）面积16.51 平方千米，位于法国奥弗涅-罗讷-阿尔卑斯大区上萨瓦省，该省份为法国东部省份，历史上为薩伏依的一部分，北与瑞士接壤，西接安省，南至萨瓦省，东与瑞士和意大利接壤。
与拉巴尔姆德锡兰日接壤的市镇（或旧市镇、城区）包括：舒瓦西、屈瓦、埃帕尼-梅泰西、梅西尼、锡兰日、阿讷西。
拉巴尔姆德锡兰日的时区为UTC+01:00、UTC+02:00（夏令时）。

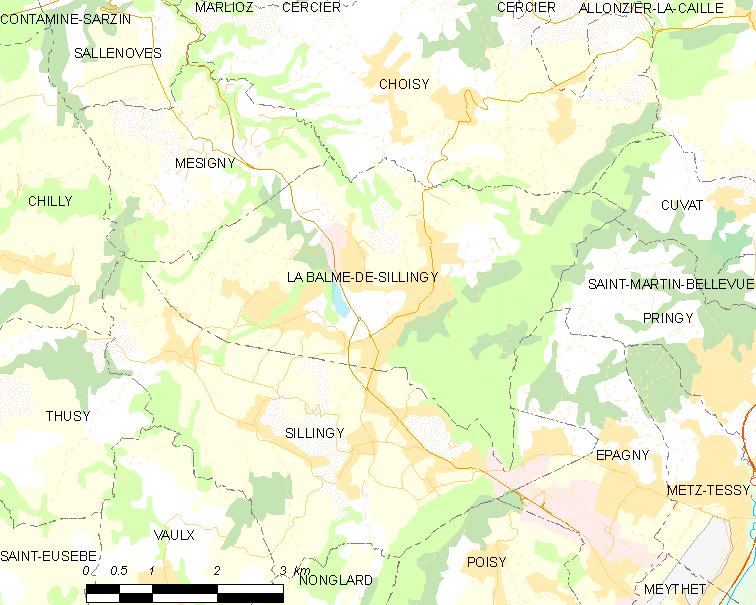
拉巴尔姆德锡兰日的OSM定位图

## 行政
拉巴尔姆德锡兰日的邮政编码为74330，INSEE市镇编码为74026。

## 政治
拉巴尔姆德锡兰日所属的省级选区为阿讷西第一县。

## 人口

1962-2008年间拉巴尔姆德锡兰日人口变化图示

拉巴尔姆德锡兰日于2022年1月1日时的人口数量为5215人。